# (16511) 1990 UR4
A (16511) 1990 UR4 a Naprendszer kisbolygóövében található aszteroida. Eric Walter Elst fedezte fel 1990. október 16-án.